# 普萊森特瓦利鎮區 (堪薩斯州考利縣)
普萊森特瓦利鎮區（英語：Pleasant Valley Township）為美國堪薩斯州考利縣轄下的鎮區。2010年美国人口普查中該鎮區人口有885人。

## 地理
普萊森特瓦利鎮區涵蓋總面積為116.77平方（45.09平方英里），境內沒有已建制定居點。

### 墓園
根據美國地質調查局的資料，此鎮區擁有2座墓園：
- 普萊森特瓦利墓園（Pleasant Valley Cemetery）
- 南本德墓園（South Bend Cemetery）

### 溪流
通過此鎮區的溪流有：
- 大巴傑溪（Big Badger Creek）
- 波西溪（Posey Creek）

## 人口統計
根據2010年美國人口普查，普萊森特瓦利鎮區人口有885人，住房386戶，人口密度為7.58人/每平方公里。此鎮區居民之種族中，白人佔94.58%，非裔美國人佔0.68%，美洲原住民佔1.47%，亞裔美國人佔0.56%，太平洋島裔美國人佔0%，其他種族佔1.02%，混血種族則佔1.69%。而西班牙裔或拉丁裔美國人佔此鎮區人口的2.15%。

## 外部連結
- City-Data.com （页面存档备份，存于）